# Kościół Wniebowzięcia NMP w Białym Kamieniu
Kościół Wniebowzięcie Najświętszej Maryi Panny w Białym Kamieniu — barokowy Kościół rzymskokatolicki w Białym Kamieniu z 1613 r. przebudowany w 1737.

## Historia
Dwa lata po zakończeniu budowy zamku, książę Jerzy Wiśniowiecki, kasztelan kijowski i jego żona Teresa zadecydowali o utworzeniu parafii łacińskiej. Powstał skromny, jednonawowy kościół z pochylonym dwuspadowym dachem, którego budowę zakończono w 1613 r. Książę Jerzy Wiśniowiecki zmarł w 1618 r. nie pozostawiając spadkobierców, więc Biały Kamień  przeszedł w posiadanie księcia Jeremiego Wiśniowieckiego – ojca  Michała Korybuta Wiśniowieckiego. Jeremi Wiśniowiecki z żoną Gryzeldą Wiśniowiecka z domu Zamoyską w 1640 r. powiększyli parafię. Była ona duża, ponieważ, oprócz Białego Kamienia, obejmowała siedem wsi: Bełzec, Bużek, Czeremosznia, Poczapy, Skwarzawa, Usznia i Żulice. W wyniku wojny z lat 1648-57 i kolejnych ataków Tatarów i Turków w l. 1667, 1672, 1675  kościoła poniósł znaczne szkody. Świątynię odbudowano 25 października 1737 r.  (na portalu fasady umieszczono datę: "Anos Dni MDCCXXXVII Dic XXV octobris"). W tym też roku odrestaurowany kościół został poświęcony Wniebowzięciu Najświętszej Maryi Panny. Kościół został urządzony w stylu barokowym i miał nowoczesny wygląd. W 1766 r. był ponownie przebudowany i powiększony: dodano apsydę i zakrystię. W tym czasie kościół był otoczony murem, miał dzwonnicę, kaplicę i bramę-wejście w murze. Tak więc, po przebudowie z XVIII wieku, kościoła zbudowany przez Jerzego Wiśniowieckiego w 1613 r. stracił swój pierwotny wygląd. W połowie XVIII w. polski historyk A. E. Kuropatnicki  w swojej książce Geografia albo dokładne opisanie królestw Galicyi i Lodomeryi opisuje kościół jako wspaniały i murowany. W 1910 r. budynek został odnowiony, a wnętrze zdobią malowidła ścienne. Fundament kościoła jest wykonany z ociosanych bloków kamiennych. Ściany zbudowane są z cegły, z odrobiną białych ciosanych bloków kamiennych. Wewnętrzna przestrzeń posiada  kaplice.  Drewniane drzwi ozdobione są bogatymi rzeźbieniami. Pod kościołem jest system piwnic i tuneli, które mogą być podłączone z zamkiem. Łacińska parafia w  Białym Kamieniu, w XVII wieku należała do dziekanatu w Złoczowie a następnie  do Brodów. W 1830 r. powróciła do Złoczowa. Do parafii rzymskokatolickiej należało siedem wiosek, a w 1930 r. - dziesięć. Od 1903 r. w Białym Kamieniu mieszkało trzech polskich kapłanów: proboszcz  i jego dwóch asystentów - diakon i wikariusz (kapelan),  przeznaczony do kaplicy Sióstr Miłosierdzia. Wszyscy proboszczowie mieszkali w rezydencji. W 1927 r.  parafię objęli Misjonarze  Wincentego à Paulo - lazaryści  i od tego czasu, trzech kapłanów, którzy opiekowali się parafią wybierano wśród nowicjuszy klasztoru. W 1934 r. Usznia stała się osobną parafią, ponieważ miała liczną społeczność polską, dwa razy większą od białokamieńskiej. Kościół w Uszni zbudowany został w 1901 r.  W czasie okupacji niemieckiej w l. 1941-44, w świątyni zaprzestano kultu, a kościół okupanci zamienili na magazyny broni i amunicji. W  1944 r. podczas  akcji UPA wobec Polaków zabito około 30 osób z polskich i polsko-ukraiński rodzin. W l. 1944-46 Polacy masowo wyjeżdżali  do Polski. Z Białego Kamienia z 68 polskich rodzin, pozostało tylko 12, z których duża część należała do rodzin mieszanych (polsko-ukraińskich). W ich  miejsce  w wyniku akcji "Wisła" przyjechało  31 rodzin ukraińskich.  W latach powojennych kościół zamieniono na magazyn nawozów i garaż. W 1963 r. kościół został  zabytkiem, z numerem 430. W 1975  r. zauważono, że stan techniczny budynku jest okropny: tynk na dużej powierzchni ścian odpadł i sklepienia spadły. Podczas renowacji kościoła w l. 1977-1982  rozebrano kaplicę, odnowiono wystrój, wykuto łukowate otwory w murze i dodano metalową kratę. Większość napraw i renowacji prowadzono na dachu: wymieniono część belek poprzecznych, krokwie, całkowicie zastąpiono wszystkie elementy konstrukcji drewnianych, wymieniono większość blachodachówki. Wnętrze było mocno zniszczone, malowidła były zamalowane wapnem, zainstalowano centralne ogrzewanie. Kościół został włączony do oddziału Lwowskiej Galerii Sztuki. Sala wystawowa została otwarta pod koniec grudnia 1982 r. Kościół przywrócono do życia i utworzono muzeum. Pierwszą wystawę prac artystów radzieckich poświęconej 60. rocznicy ZSRR. Pierwszymi zwiedzającymi muzeum byli mieszkańcy Białego Kamienia i okolicznych wsi oraz uczniowie miejscowej szkoły.  Ekspozycja zmieniała się cztery razy w roku, a całkowita powierzchnia wystawiennicza wynosiła 500 m kw. Następnie Biały Kamień został włączony do trasy turystycznej:  historycznych, architektonicznych i kulturalnych zabytków Lwowa. W ciągu 14 lat  salę odwiedziło wielu zagranicznych gości. "Cud" zakończył się w czerwcu 1996 r., kiedy sala została zamknięta. Budynek nie jest używany, ponieważ nie ma wspólnoty katolickiej w Białym Kamieniu. Ludzie, zaniedbanie, katastrofy naturalne powoli niszczą zabytek architektury sakralnej. Jednak  kościół z łukowatym ogrodzeniem pozostaje zabytkiem, w którym przeplatają się cechy architektury renesansu i baroku.

## Zobacz też

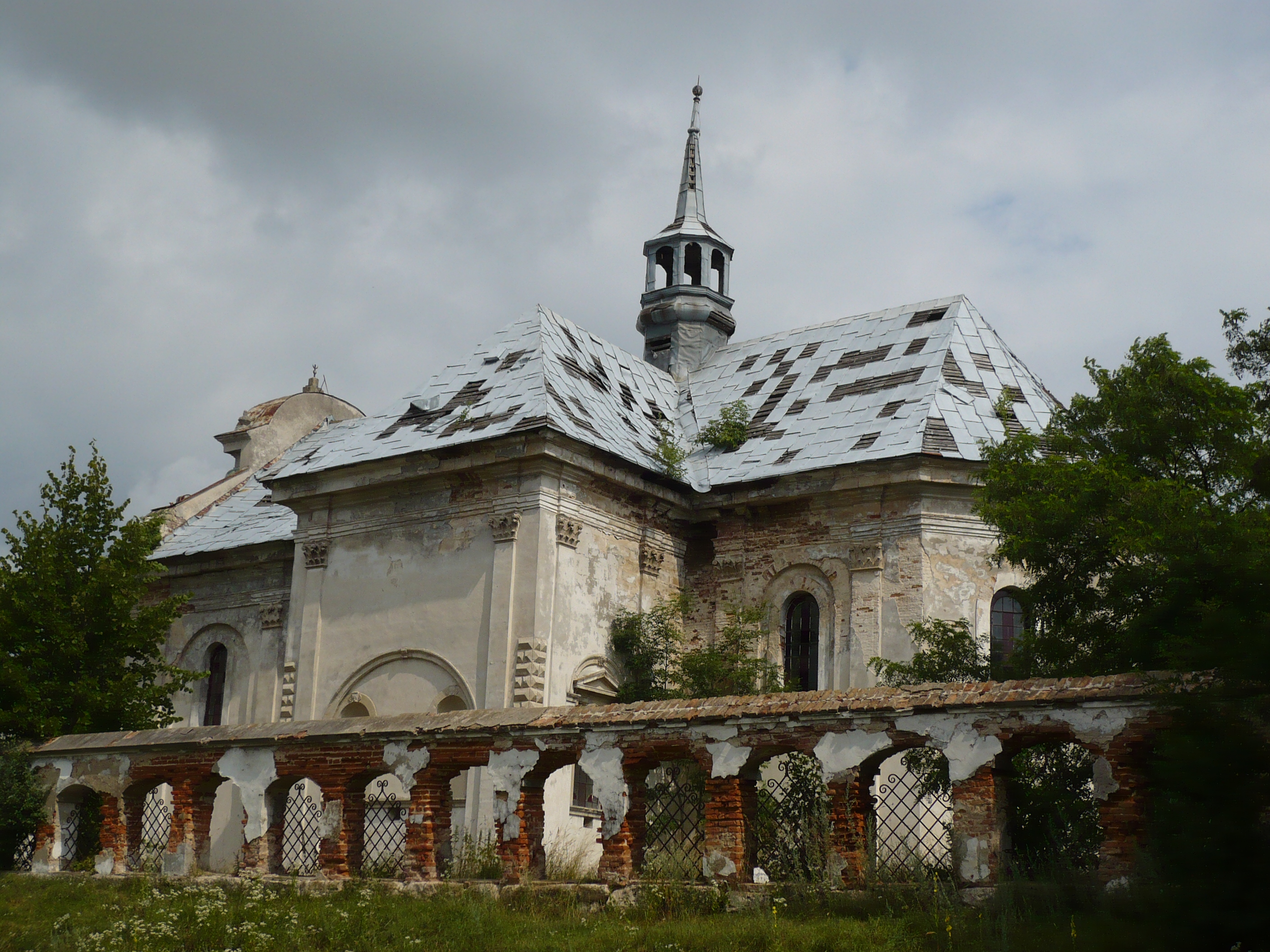
Kościół Wniebowzięcia NMP
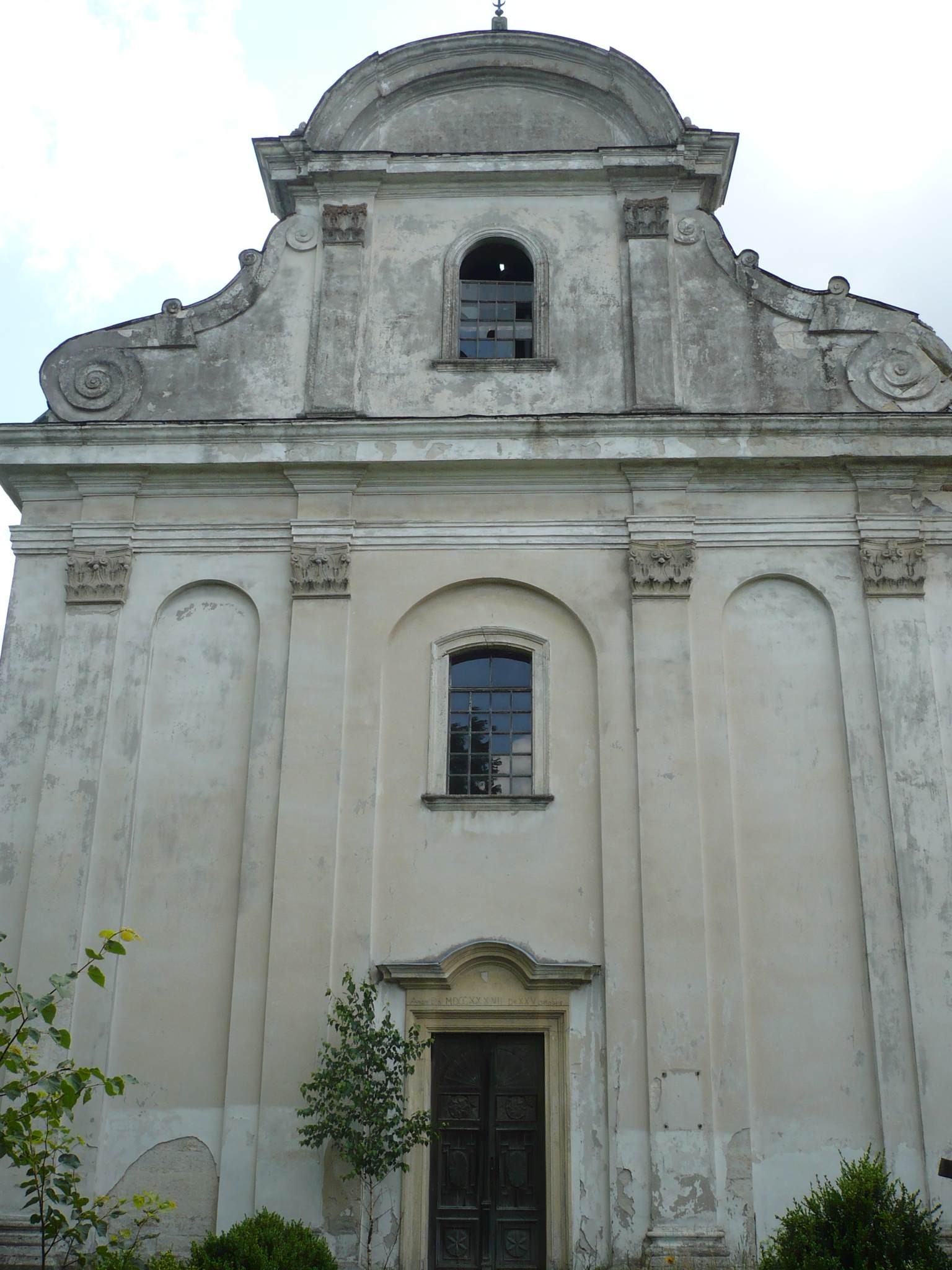
Front kościoła
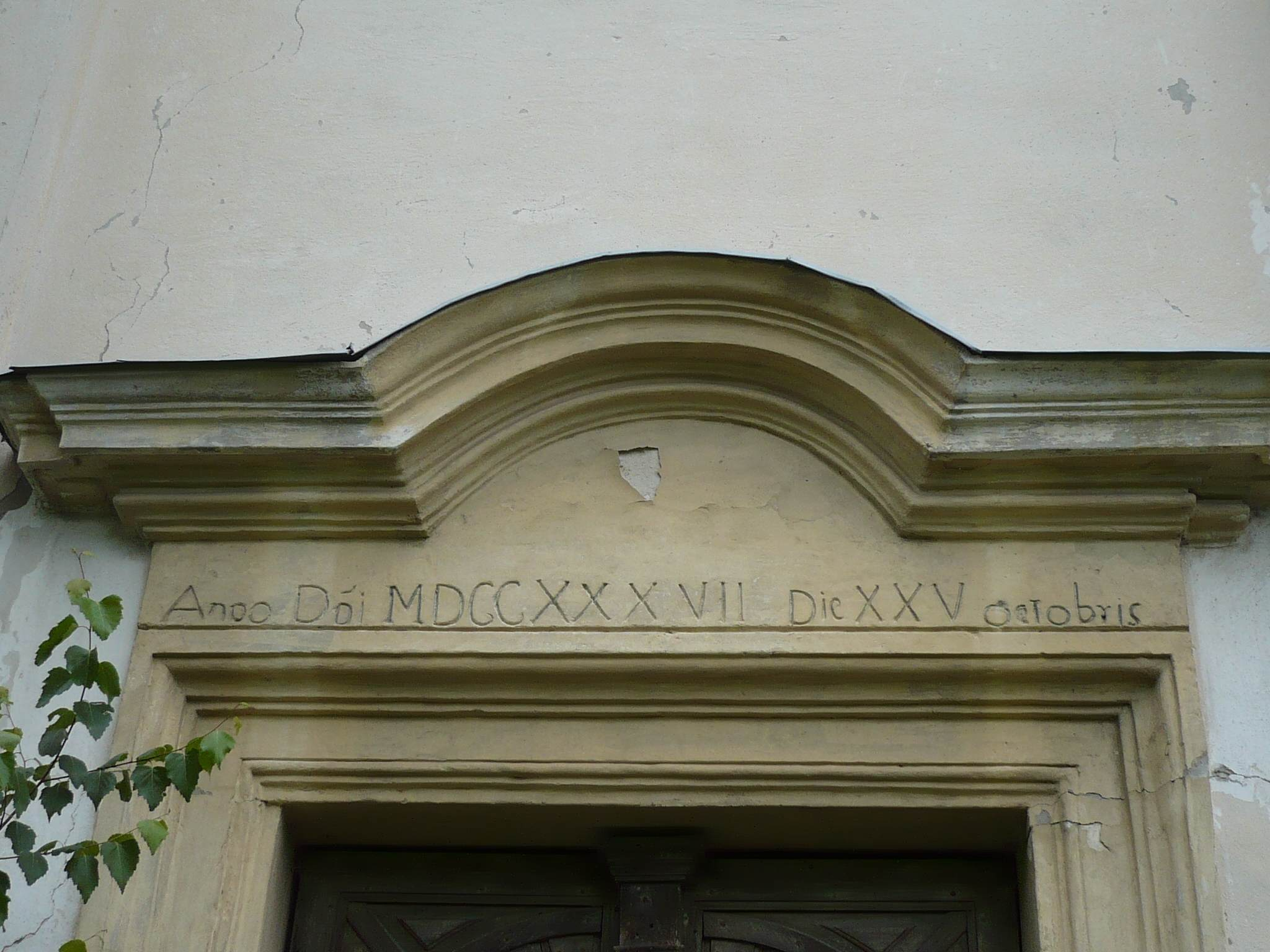
Portal kościoła 1737
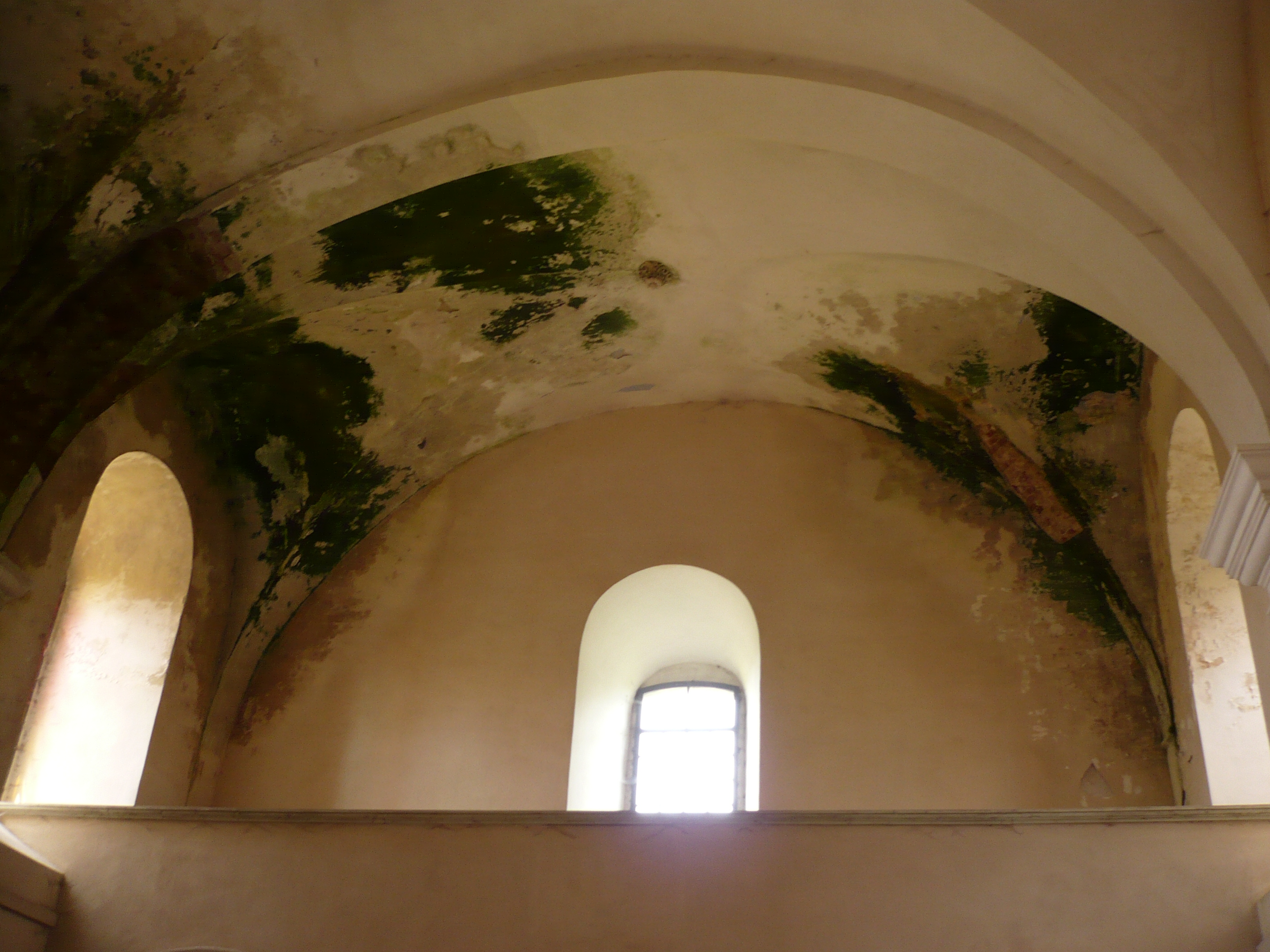
Wnętrze kościoła
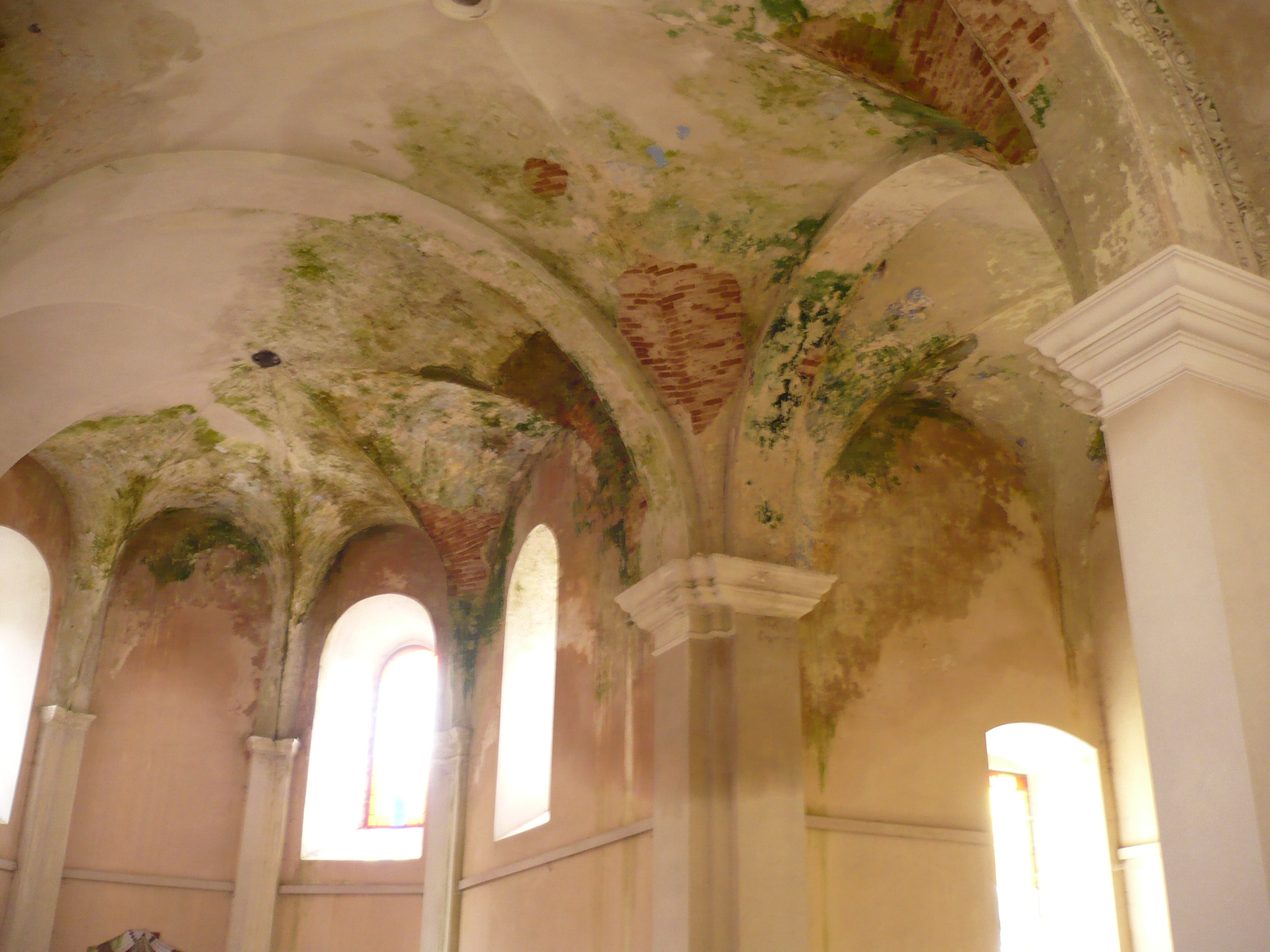
Wnętrze kościoła
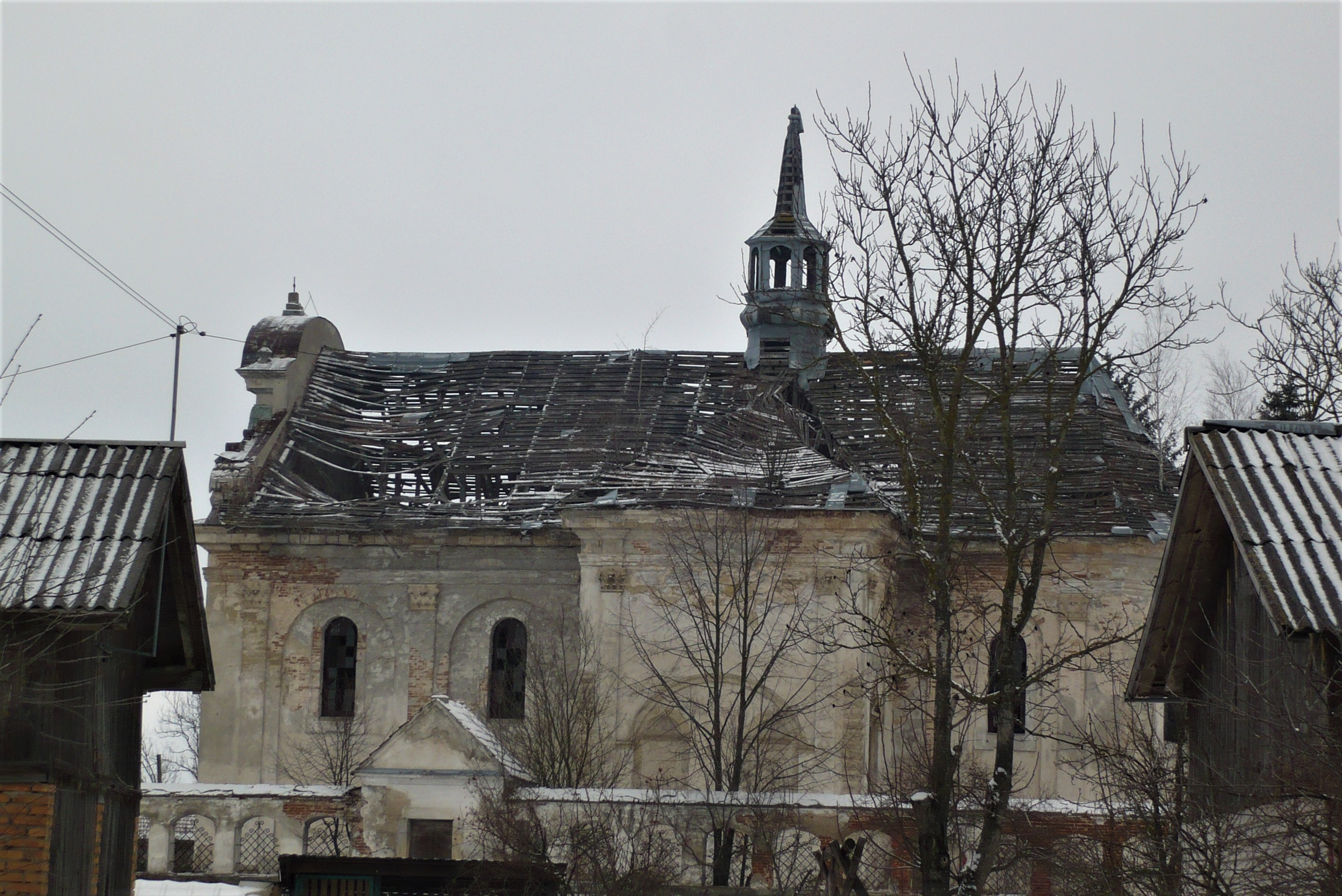
Kościół (2018)
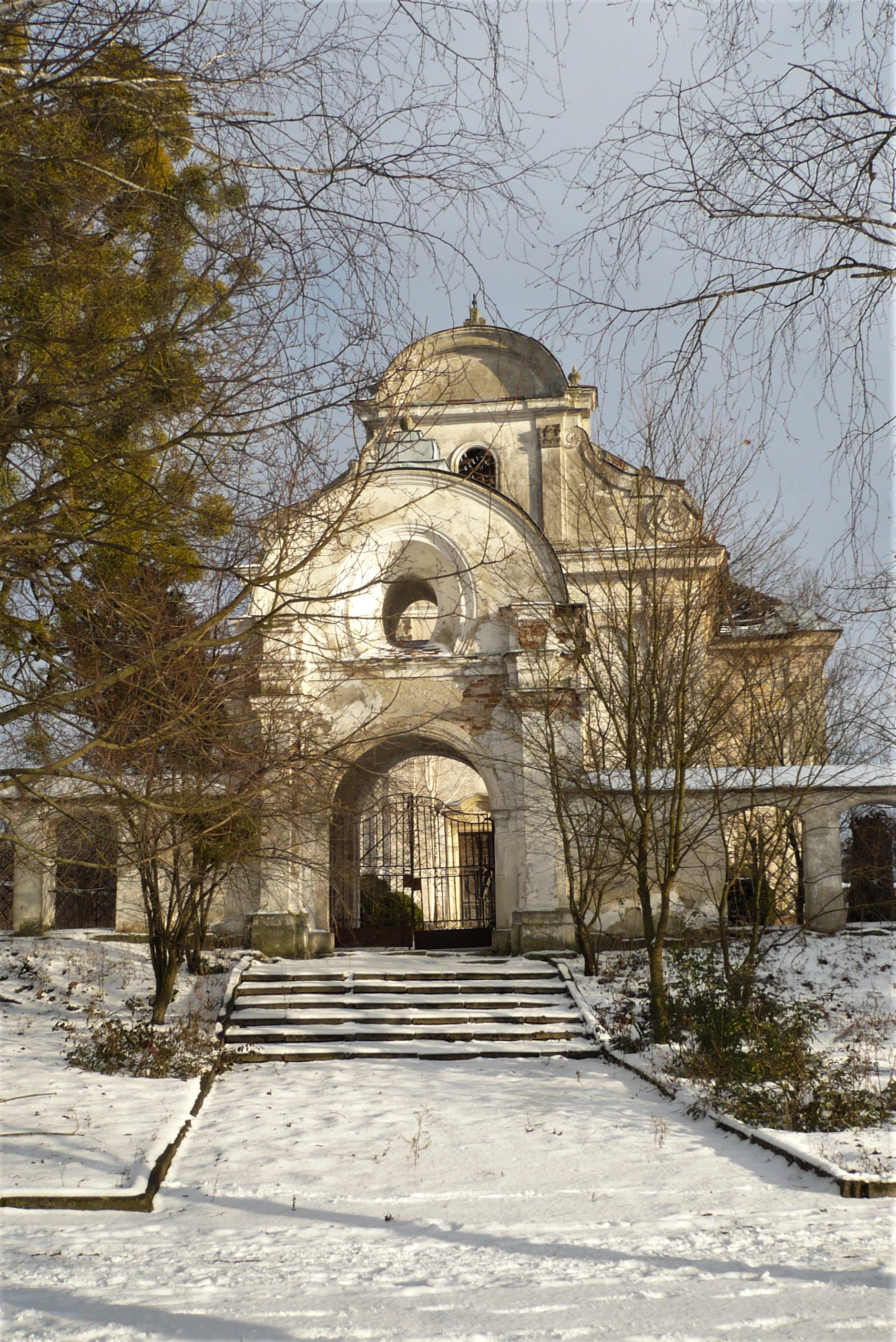
Kościół
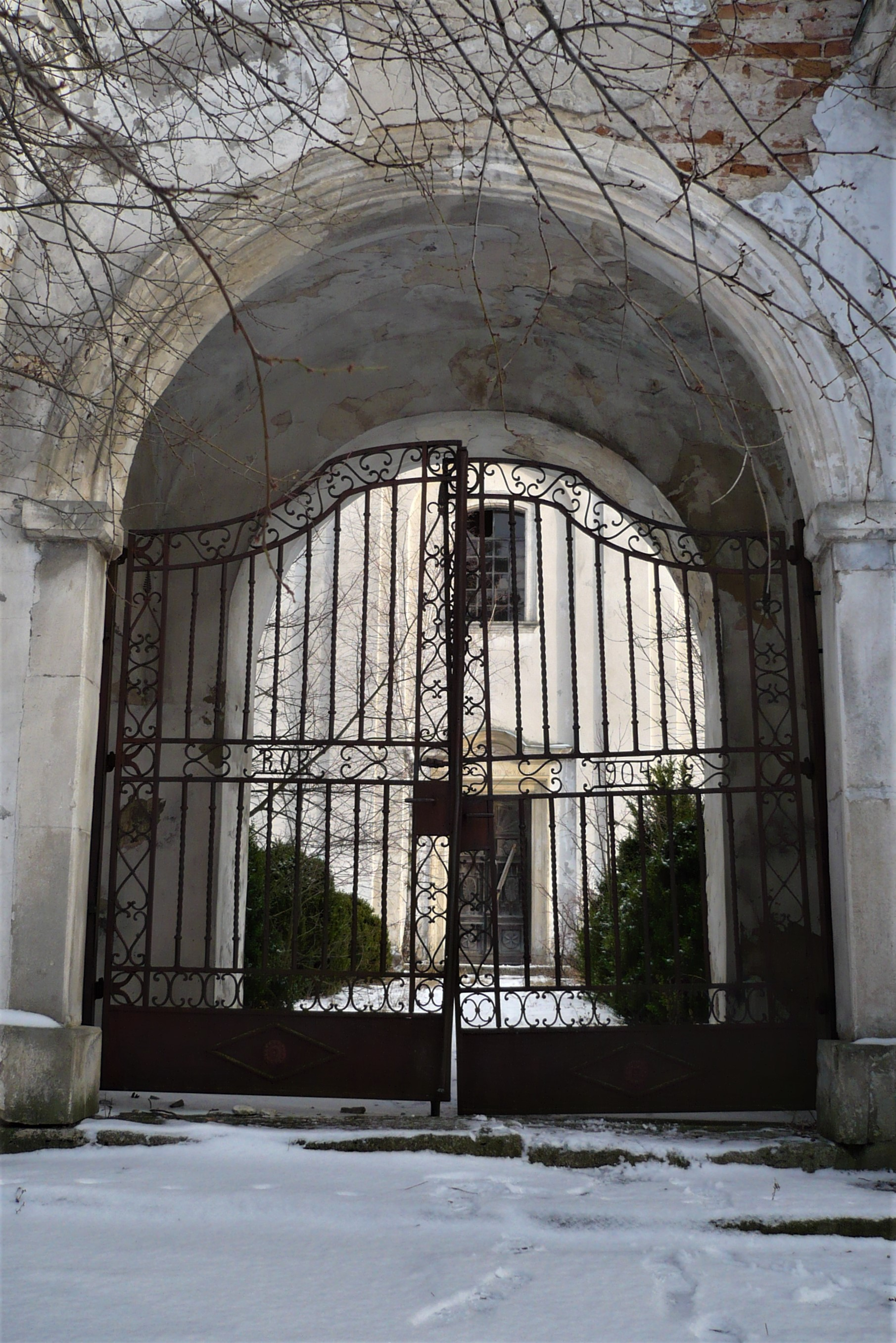
Kościół